# Jules Belamy
Pour les articles homonymes, voir Belamy.
Jules Belamy, né le 26 décembre 1823 à Besançon et mort le 29 avril 1852 à Ivry-sur-Seine, est un auteur dramatique français.

## Biographie
Jules Jean Baptiste Marie Belamy est né le 26 décembre 1823 à besançon, fils d'un notaire royal, Jean-Baptiste Joseph Belamy, et de Françoise Catherine Constance Clabaud.
Ses pièces ont été représentées au théâtre du Luxembourg, au théâtre Beaumarchais et au théâtre des Délassements-Comiques. 
Il meurt à 27 ans en 1852 à Ivry-sur-Seine ; son acte de décèse indique qu'il est « homme de lettres domicilié à Paris no 52 rue des Martyrs, 28 ans »,.

## Œuvres
- 18 novembre 1845 - avec Pierre Tournemine : Deux amours, drame en trois actes, au Théâtre du Luxembourg.
- 13 mai 1847 - avec Auguste Jouhaud : Son portrait !, vaudeville en un acte, au théâtre Beaumarchais.
- août 1850 : Le Mutin du foyer, vaudeville en un acte, au théâtre du Luxembourg
- octobre 1850 : Une provinciale, comédie en trois actes, au théâtre de l'Odéon.
- janvier 1851 : Mizel, vaudeville fantastique en un acte, au théâtre du Luxembourg.
- 13 avril 1852 - avec Abel Lahure : Les Hirondelles, vaudeville en 1 acte, , au théâtre des Délassements-Comiques.